# Beep (organisation de tournoi)
Pour les articles homonymes, voir Beep.
 (février 2024).
Si vous disposez d'ouvrages ou d'articles de référence ou si vous connaissez des sites web de qualité traitant du thème abordé ici, merci de compléter l'article en donnant les références utiles à sa vérifiabilité et en les liant à la section « Notes et références ».
Le beep est une méthode pour l'organisation d'un tournoi en système suisse avec un nombre impair de joueurs. On peut l'utiliser pour les jeux comme les dames, Othello, les échecs, voire le jeu de go.
Plutôt que de refuser de laisser participer un joueur s'étant inscrit tardivement, on lui demande seulement de rester spectateur pendant la première ronde.
Par la suite, il est certain de jouer tout le reste du tournoi. En effet, la plupart des programmes informatiques s'arrangent pour que l'on ne joue jamais deux fois contre le même adversaire. 
L'on appelle alors classiquement « beep » (bye en anglais) cet adversaire fictif contre qui il est censé avoir joué (et gagné) cette première ronde. Au fur et à mesure du tournoi, d'autres joueurs, choisis parmi les plus faibles, gagneront eux aussi contre ce beep qui restera autrement sur la touche tant qu'il demeure un nombre pair de joueurs.
Au bridge on parle plutôt de bye en tournoi par équipes de quatre ou de relais en tournoi par équipes de deux.